# Hidelbrando Canabrava Rodrigues
Hidelbrando Canabrava Rodrigues (2 de janeiro de 1935 - Belo Horizonte, 15 de novembro de 2008) foi um político brasileiro do estado de Minas Gerais.
Em seu tempo de vida, Hidelbrando, teve 4 filhos com sua esposa Vera, sendo eles: Vera Santiago, Gláucia Santiago, Tereza Santiago e José Humberto Santiago.
Bandinho, como era conhecido, foi prefeito do município de Itaúna por dois mandatos, de 1973 a 1977 e de 1993 a 1996. Atuou como deputado estadual na Assembleia Legislativa do Estado de Minas Gerais durante a 9ª legislatura (1979 - 1983).